# ديلوس دبليو. لوفليس
ديلوس دبليو. لوفليس (بالإنجليزية: Delos W. Lovelace)‏ (2 ديسمبر 1894، برينرد في الولايات المتحدة - 17 يناير 1967، لوس أنجلوس في الولايات المتحدة)؛صحفي، كاتب وروائي أمريكي.